# Sportjahr 1940
Liste der Sportjahre

◄◄ | ◄ | 1936 | 1937 | 1938 | 1939 | Sportjahr 1940 | 1941 | 1942 | 1943 | 1944 | ► | ►►

Weitere Ereignisse   · Olympische Spiele · Olympische Winterspiele

## Badminton
Höhepunkt des Badmintonjahres 1940 waren die Malaysia Open. Skandinavien, Frankreich, Nordamerika, Australien, Indien und Malaya waren die Zentren der Sportart im zweiten Kriegsjahr, während kriegsbedingt auf den britischen Inseln der Spielbetrieb zum Erliegen kam. 

### International Badminton Federation
Die International Badminton Federation hatte 16 Mitglieder: Australien, Dänemark, England, Frankreich, Indien, Irland, Kanada, Malaya, Mexiko, Neuseeland, Norwegen, Schottland, Schweden, Südafrika, USA und Wales, wobei Südafrika 1940 in die IBF eintrat.

### Veranstaltungen

#### Malaysia Open 1940
Die Malaysia Open 1940 im Badminton fanden Ende März 1940 in Ipoh statt. Sie waren die 4. Auflage dieses Championats.

#### Finalresultate der Malaysia Open 1940
| Disziplin    | Sieger                      | Finalist                       | Ergebnis     |
| ------------ | --------------------------- | ------------------------------ | ------------ |
| Herreneinzel | Wong Peng Soon              | Ooi Teik Hock                  | 15-1, 15-7   |
| Dameneinzel  | Cecilia Chan                | Lee Chee Neo                   | 11-0, 11-1   |
| Herrendoppel | Ooi Teik Hock Tan Kin Hong  | Chee Choon Wah Chee Choon Keng | 18-14, 15-11 |
| Damendoppel  | Lee Chee Neo Lee Kim Leo    | Chan Kon Yoon Cecilia Chan     | 15-10, 15-7  |
| Mixed        | Wong Peng Soon Lee Chee Neo | Ooi Teik Hock Cecilia Chan     | 15-9, 15-11  |

## Fußball
- Der estnische Fußballverein Dünamo Tallinn wird gegründet.

## Leichtathletik
- 29. Juli – Cornelius Warmerdam, USA, erreichte im Stabhochsprung der Herren 4,60 m.
- 14. August – Henry Kälarne, Schweden, lief die 3000 Meter der Herren in 8:09,0 min.

## Tischtennis
- Länderspiele Deutschlands (Freundschaftsspiele)
  - 25. März: Bukarest: D. – Rumänien 3:2 (Damen)
  - 4. Mai: Budapest: D. – Ungarn 2:5 (Herren)
  - 1. April Wien: D. – Ungarn 1:7 (Damen + Heren)
  - 29. November: Agram: D. – Jugoslawien 2:5 (Herren)
  - 30. November: Agram: D. – Ungarn 4:5 (Herren)

## Olympische Spiele
Wegen des Zweiten Weltkrieges konnten die Olympischen Spiele 1940 nicht abgehalten werden. Auch die Olympischen Winterspiele wurden abgesagt.

## Geboren

### Januar
- 01. Januar: Ercan Aktuna, türkischer Fußballspieler, -trainer, -funktionär und -kolumnist († 2013)
- 01. Januar: Carlos Santos, philippinischer Bogenschütze
- 01. Januar: Gerhard Schrader, deutscher Fußballspieler und -trainer
- 02. Januar: Nanni Galli, italienischer Automobilrennfahrer († 2019)
- 02. Januar: Wálter Machado da Silva, brasilianischer Fußballspieler († 2020)
- 03. Januar: Tsutomu Hanahara, japanischer Ringer († 2024)
- 07. Januar: Anton Norris, barbadischer Leichtathlet
- 08. Januar: Zoran Janković, jugoslawischer Wasserballspieler († 2002)
- 11. Januar: Franco Balmamion, italienischer Radrennfahrer
- 11. Januar: Apollo Lynge, grönländischer Skilangläufer († 2002)
- 12. Januar: Catarino Tafoya, mexikanischer Fußballspieler und -trainer († 2012)
- 14. Januar: Roland Benz, deutscher Fußballspieler
- 14. Januar: Sergej Salov, deutsch-russischer Schachspieler
- 14. Januar: Gudrun Scholz, deutsche Leichtathletin und Hockeyspielerin
- 14. Januar: Wassilka Stoewa, bulgarische Diskuswerferin
- 17. Januar: Kipchoge Keino, kenianischer Leichtathlet Kipchoge Keino

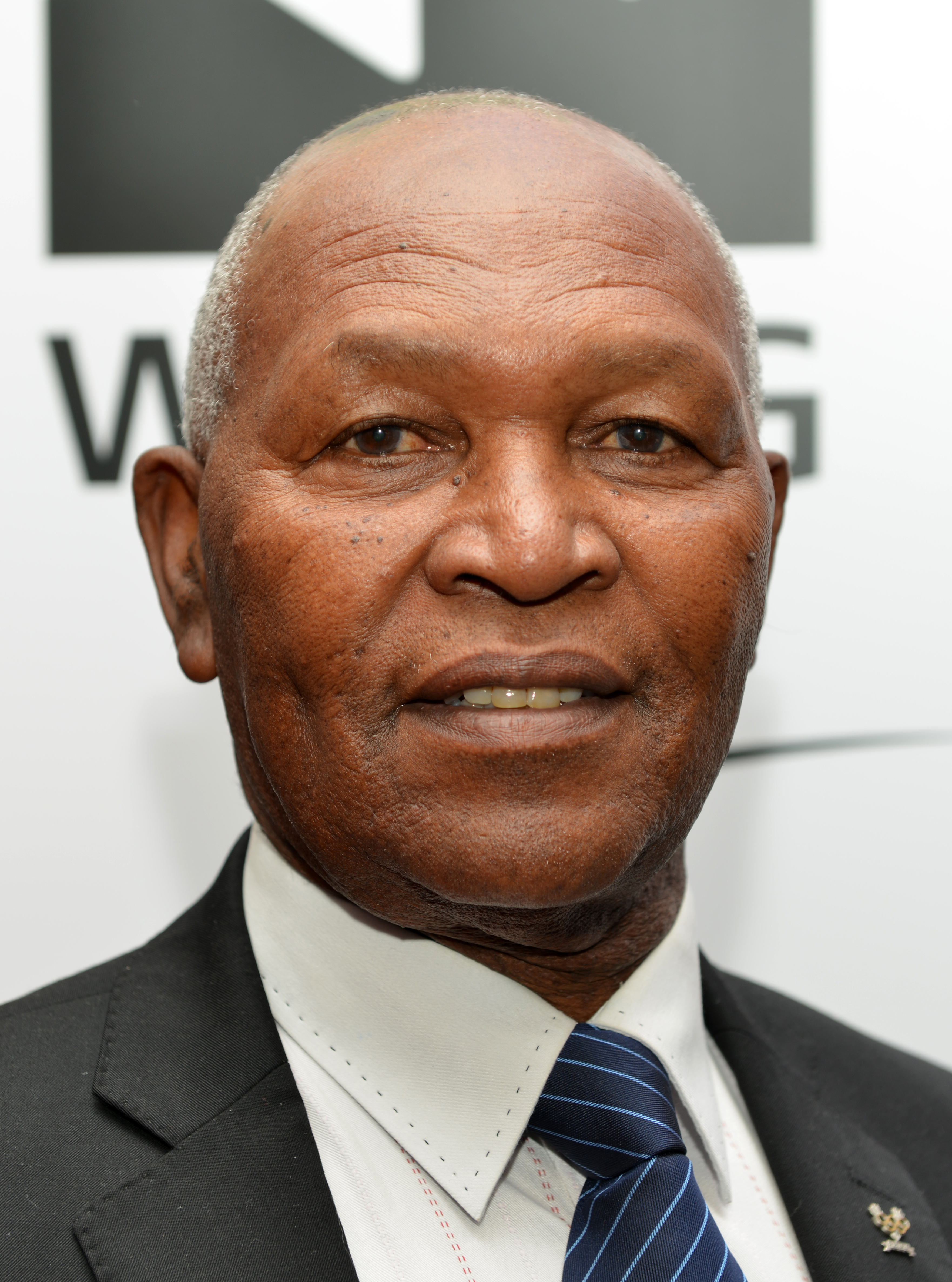
Kipchoge Keino

- 18. Januar: Alexander Almetow, russischer Eishockeyspieler († 1992)
- 18. Januar: Pedro Rodríguez, mexikanischer Automobilrennfahrer († 1971)
- 21. Januar: Peter Nettekoven, deutscher Ringer
- 21. Januar: Jack Nicklaus, US-amerikanischer Golfspieler
- 22. Januar: George Seifert, US-amerikanischer American-Football-Trainer
- 23. Januar: Werner Krämer, deutscher Fußballspieler († 2010)
- 24. Januar: Franz Berger, österreichischer Ringer († 2012)
- 24. Januar: Paul Kindervater, deutscher Fußballschiedsrichter
- 25. Januar: Wolfgang Paul, deutscher Fußballspieler
- 25. Januar: Jürgen Sundermann, deutscher Fußballspieler und -trainer († 2022)
- 29. Januar: Janusz Majewski, polnischer Säbelfechter
- 29. Januar: Kunimitsu Takahashi, japanischer Motorrad- und Automobilrennfahrer († 2022)
- 30. Januar: Oleg Sergejew, russischer Fußballspieler († 1999)
- 31. Januar: Helmut Hunger, deutscher Fußballspieler

### Februar

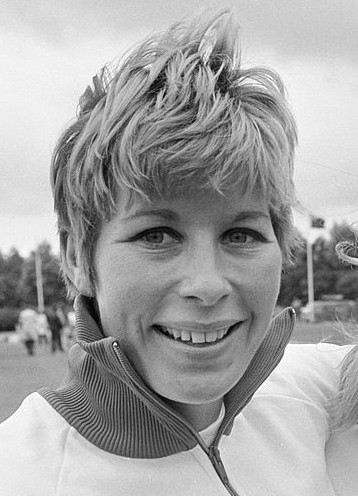
Mary Rand

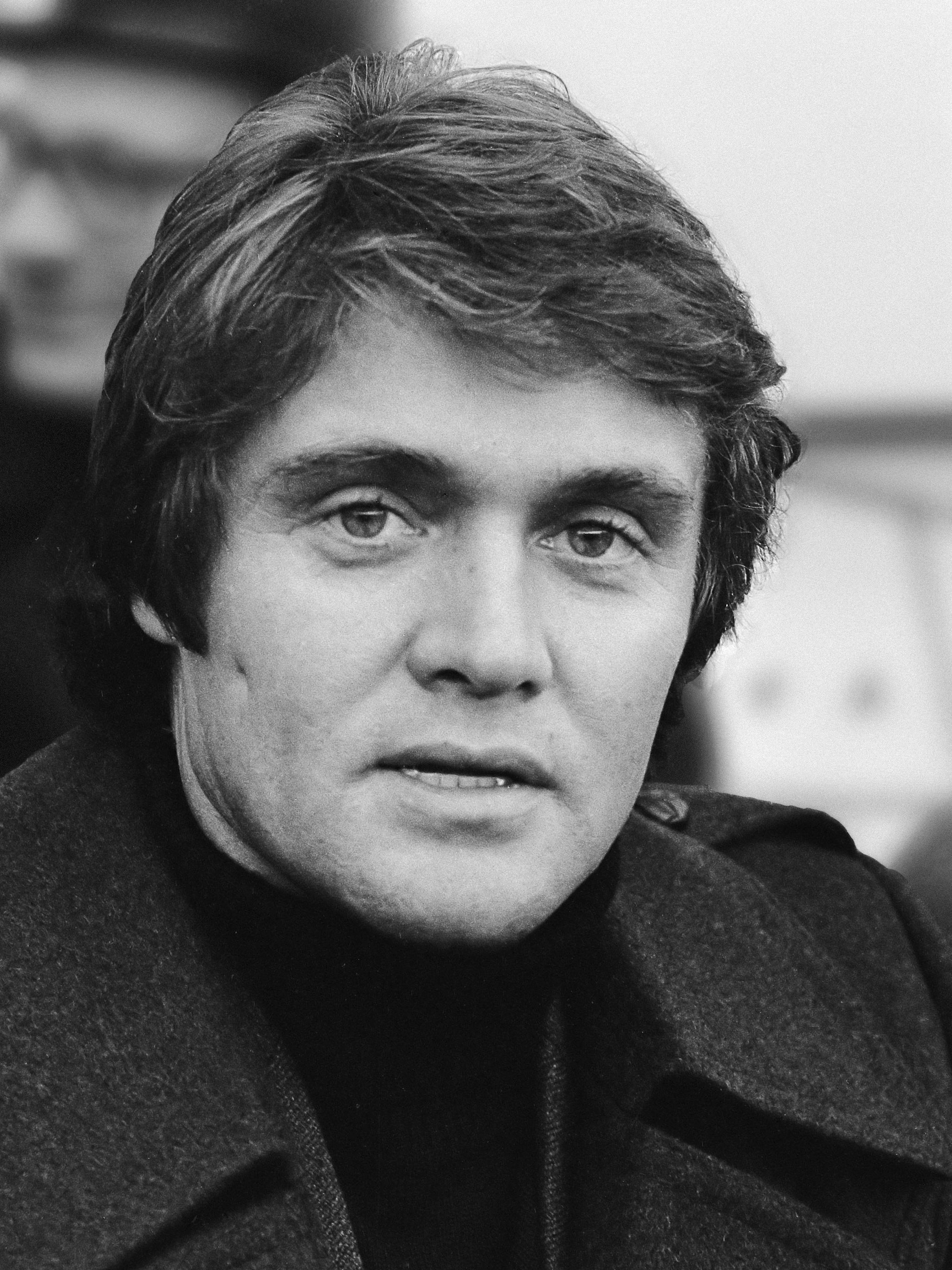
Friedel Rausch

- 02. Februar: Manuel Jiménez, spanischer Bogenschütze († 2017)
- 04. Februar: Dietrich Albrecht, US-amerikanischer Fußballspieler
- 05. Februar: Barry Hoban, britischer Radrennfahrer († 2025)
- 06. Februar: Jürgen Walter, deutscher Radrennfahrer
- 11. Februar: Dennis Gaubatz, US-amerikanischer American-Football-Spieler
- 12. Februar: Wolfgang Solz, deutscher Fußballspieler († 2017)
- 14. Februar: Mary Rand, britische Leichtathletin
- 15. Februar: Francesco Valle, italienischer Boxer († 2003)
- 15. Februar: Michel Viaud, französischer Ruderer († 2001)
- 16. Februar: Fritz Scherer, deutscher Fußballfunktionär, Ökonom und Hochschullehrer († 2025)
- 17. Februar: Siegfried Stark, deutscher Fußballspieler († 2011)
- 18. Februar: Werner Drews, deutscher Fußballspieler (DDR)
- 18. Februar: Peter Meyer, deutscher Fußballspieler
- 19. Februar: Andrzej Strejlau, polnischer Fußballspieler, Handballspieler und Fußballtrainer
- 20. Februar: Jimmy Greaves, englischer Fußballspieler († 2021)
- 20. Februar: Wladimir Jursinow, russischer Eishockeyspieler und -trainer
- 22. Februar: Jacques Andrieux, französischer Fußballspieler
- 22. Februar: Franz Schmitt, deutscher Fußballspieler
- 22. Februar: Waltraud Trapp, deutsche Tischtennisspielerin
- 22. Februar: Chet Walker, US-amerikanischer Basketballspieler († 2024)
- 23. Februar: Ernst Fiala, österreichischer Fußballspieler († 2006)
- 23. Februar: Werner Salevsky, deutscher Endurosportler († 1991)
- 23. Februar: Jackie Smith, US-amerikanischer American-Football-Spieler
- 24. Februar: Denis Law, schottischer Fußballspieler († 2025)
- 24. Februar: Bruno Nicolè, italienischer Fußballspieler († 2019)
- 24. Februar: Guy Périllat, französischer Skirennläufer
- 25. Februar: Kees Smit, niederländischer Fußballspieler († 2025)
- 27. Februar: Friedel Rausch, deutscher Fußballspieler und -trainer († 2017)
- 28. Februar: Aldo Andretti, US-amerikanischer Automobilrennfahrer († 2020)
- 28. Februar: Mario Andretti, US-amerikanischer Automobilrennfahrer
- 29. Februar: József Szabó, sowjetisch-ungarischer Fußballspieler und -trainer

### März

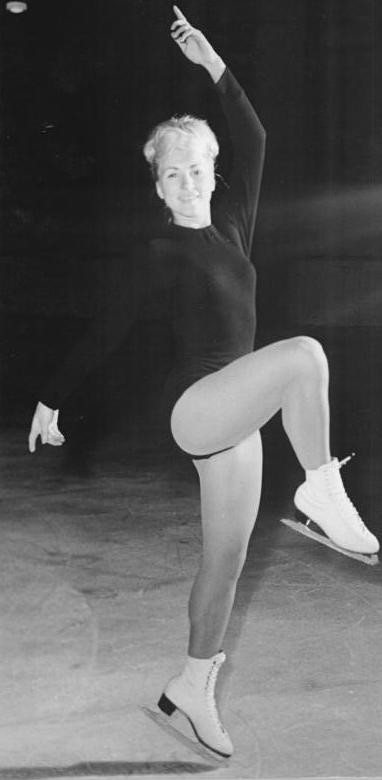
Jana Mrázková

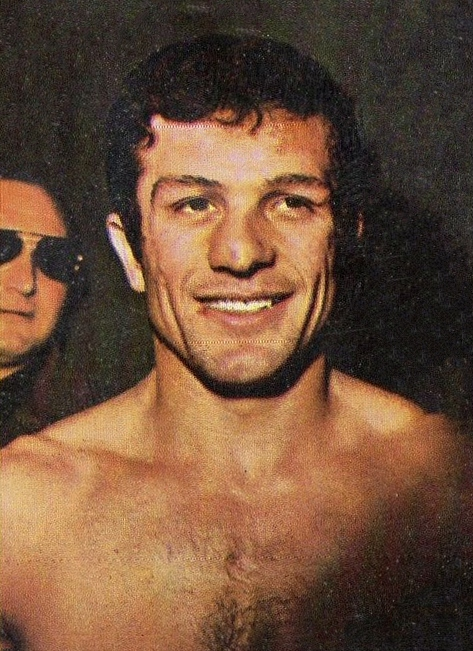
Silvano Bertini

- 04. März: Alexandar Nikolow, bulgarischer Amateurboxer
- 05. März: Graham McRae, neuseeländischer Automobilrennfahrer († 2021)
- 05. März: Josef Piontek, deutscher Fußballtrainer und -spieler
- 06. März: Jürgen Schröder, deutscher Ruderer
- 08. März: Manfred Manglitz, deutscher Fußballspieler
- 08. März: Barry Smith, australischer Motorradrennfahrer
- 10. März: Jürgen Renn, deutscher Fußballspieler
- 11. März: David Jones, britischer Sprinter († 2023)
- 11. März: Horst Rascher, deutscher Boxer
- 15. März: Roland Schmider, deutscher Fußballfunktionär
- 17. März: Anni Biechl, deutsche Leichtathletin
- 17. März: Juri Gussow, sowjetischer Ringer († 2002)
- 17. März: Jim Telfer, schottischer Rugbyspieler und -trainer
- 17. März: Dieter Willmann, deutscher Fußballspieler († 2009)
- 20. März: Giampiero Moretti, italienischer Automobilrennfahrer und Unternehmer († 2012)
- 20. März: Jana Mrázková, tschechische Eiskunstläuferin
- 21. März: Paul Friedrichs, deutscher Endurosportler († 2012)
- 22. März: Jim Simon, US-amerikanischer American-Football-Spieler
- 24. März: Per-Ola Lindberg, schwedischer Schwimmer († 2022)
- 25. März: Igor Romischewski, sowjetisch-russischer Eishockeyspieler und -trainer († 2013)
- 25. März: Helmut Wilk, deutscher Fußballtorwart in der DDR-Oberliga
- 27. März: Silvano Bertini, italienischer Boxer († 2021)
- 27. März: Sandro Munari, italienischer Rallyefahrer
- 27. März: Gerhard Pyrek, deutscher Fußballspieler
- 30. März: Joachim Franke, deutscher Eisschnelllauftrainer († 2024)
- 30. März: Jerry Lucas, US-amerikanischer Basketballspieler
- 31. März: Karl-Heinz Danielowski, deutscher Ruderer (DDR)

### April

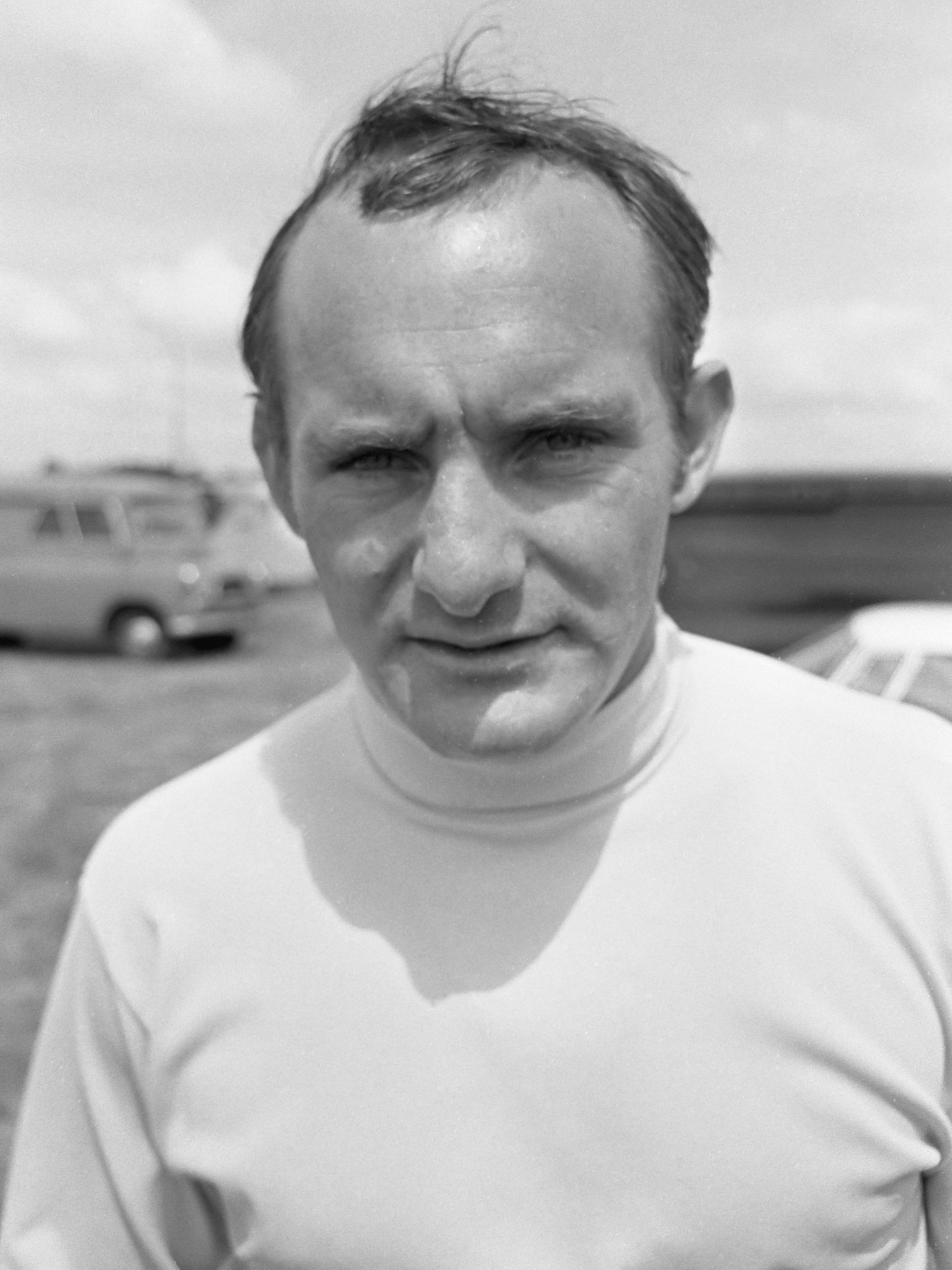
Mike Hailwood

- 02. April: Mike Hailwood, britischer Motorrad- und Automobilrennfahrer († 1981)
- 02. April: Donald Jackson, kanadischer Eiskunstläufer
- 02. April: Karl-Heinz Thielen, deutscher Fußballspieler
- 04. April: Richard Attwood, englischer Automobilrennfahrer
- 07. April: Dieter Meyer, deutscher Fußballspieler
- 08. April: John Havlicek, US-amerikanischer Basketballspieler († 2019)
- 09. April: Hans-Joachim Reske, deutscher Leichtathlet
- 09. April: Jim Roberts, kanadischer Eishockeyspieler und -trainer († 2015)
- 11. April: Władysław Komar, polnischer Leichtathlet († 1998)
- 12. April: Franz Wolny, österreichischer Fußballspieler († 2018)
- 13. April: Umberto Grano, italienischer Automobilrennfahrer
- 13. April: Max Mosley, britischer Sportfunktionär († 2021)
- 14. April: Robin Tait, neuseeländischer Diskuswerfer und Kugelstoßer († 1984)
- 15. April: Günter Heine, österreichischer Tischtennisspieler
- 16. April: Walter Müller, österreichischer Biathlet († 1966)
- 17. April: Tommy Williams, US-amerikanischer Eishockeyspieler († 1992)
- 18. April: Gordon Spice, britischer Automobilrennfahrer, Rennwagenkonstrukteur und Rennstallbesitzer
- 19. April: Kurt Ahrens, deutscher Automobilrennfahrer
- 19. April: Werner Anzill, deutscher Fußballspieler
- 19. April: Erwin Kaldarasch, deutscher Handballspieler und -trainer
- 20. April: Armando González, uruguayischer Leichtathlet
- 22. April: Dietmar Pfeifer, deutscher Fußballspieler und -trainer in der DDR-Oberliga († 2010)
- 25. April: Alexander Kidjajew, sowjetischer Gewichtheber
- 25. April: Rolf Sperling, deutscher Wasserspringer (DDR)
- 28. April: Waleri Maslow, sowjetisch-russischer Fußball- und Bandyspieler († 2017)
- 29. April: Vít Fousek junior, tschechoslowakischer Skilangläufer
- 30. April: Ermindo Onega, argentinischer Fußballspieler († 1979)

### Mai

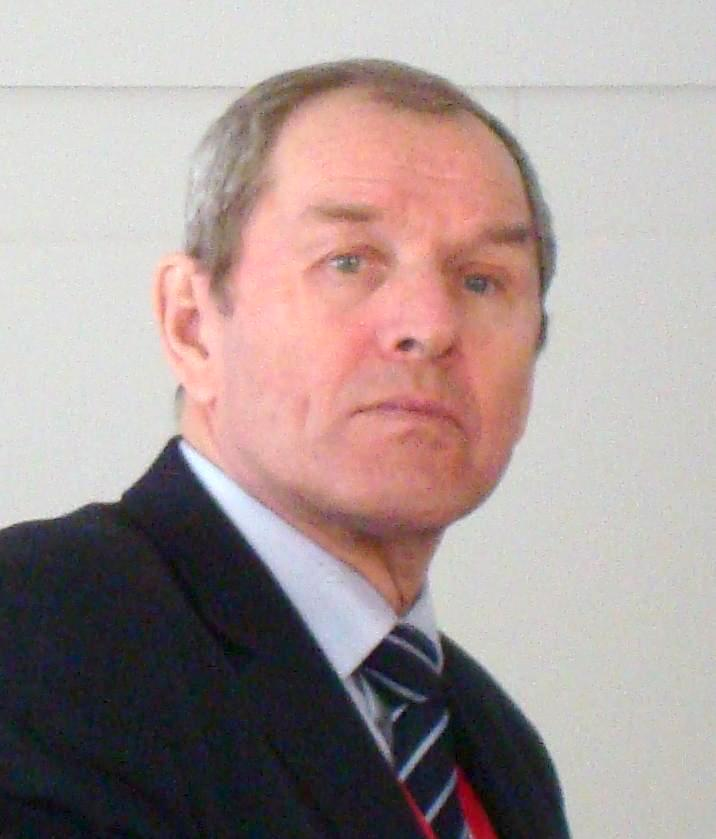
Wjatscheslaw Starschinow

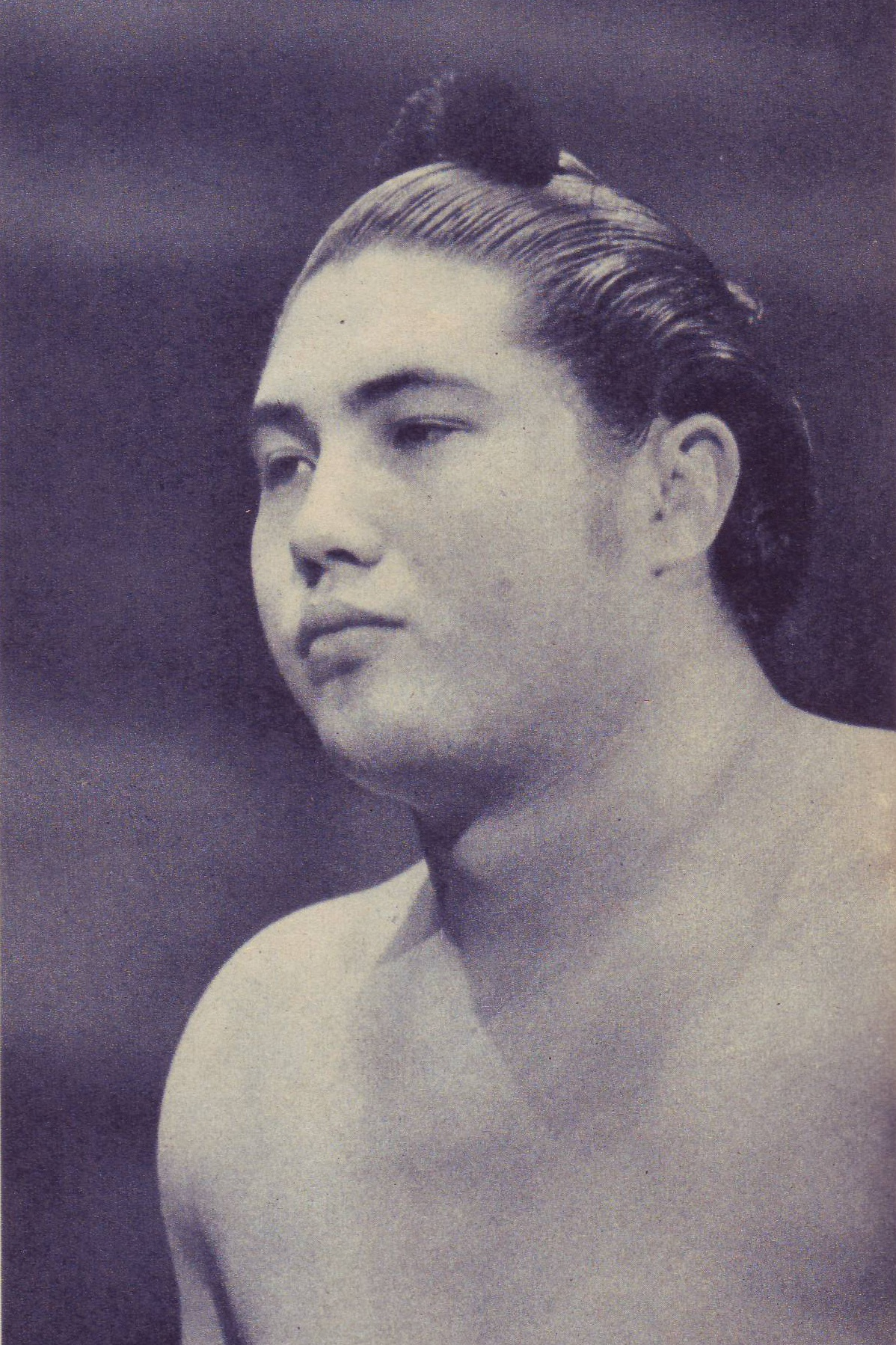
Taihō Kōki

- 03. Mai: Franz-Josef Nacken, deutscher Fußballspieler († 2025)
- 04. Mai: Peter Gregg, US-amerikanischer Automobilrennfahrer († 1980)
- 05. Mai: Julio Dalmao, uruguayischer Fußballspieler
- 06. Mai: Vito Taccone, italienischer Radrennfahrer († 2007)
- 06. Mai: Wjatscheslaw Starschinow, russischer Eishockeyspieler und -trainer
- 07. Mai: Marek Gołąb, polnischer Gewichtheber († 2017)
- 07. Mai: István Kiss, ungarischer Langstreckenläufer
- 08. Mai: Günther Maaß, deutscher Fußballspieler
- 09. Mai: Klaus Aeffke, deutscher Ruderer
- 11. Mai: Klaus Lambertz, deutscher Fußballtorhüter († 2025)
- 11. Mai: Herbert Müller, Schweizer Auto- und Motorradrennfahrer († 1981)
- 12. Mai: Gennadi Lebedew, sowjetischer Radrennfahrer († 2014)
- 14. Mai: Manfred Podlich, deutscher Fußballspieler († 2023)
- 15. Mai: Carlos Bielicki, argentinischer Schachspieler († 2024)
- 15. Mai: Yoshimi Katayama, japanischer Motorrad- und Automobilrennfahrer († 2016)
- 17. Mai: Ingrid Turković-Wendl, österreichische Eiskunstläuferin und Fernsehmoderatorin
- 19. Mai: Rudi Entenmann, deutscher Fußballspieler
- 19. Mai: Jan Janssen, niederländischer Radrennfahrer
- 20. Mai: Dieter Bender, deutscher Ruderer
- 20. Mai: Stan Mikita, slowakisch-kanadischer Eishockeyspieler († 2018)
- 22. Mai: Manfred Gärtner, deutscher Fußballspieler
- 22. Mai: Klaus Schlappner, deutscher Fußballtrainer
- 21. Mai: Peter Uhlig, deutscher Endurosportler († 1971)
- 23. Mai: Erich Wolf, deutscher Fußballtorhüter († 2012)
- 27. Mai: Jan Bruins, niederländischer Motorradrennfahrer († 1997)
- 27. Mai: Mariano Haro, spanischer Langstrecken- und Hindernisläufer
- 27. Mai: Jean-Claude Piumi, französischer Fußballspieler und -trainer († 1996)
- 27. Mai: Oldřich Teplý, tschechoslowakischer Eisschnellläufer
- 29. Mai: Taihō Kōki, japanischer Sumo-Ringer († 2013)
- 31. Mai: Anatolij Bondartschuk, sowjetischer Hammerwerfer und Olympiasieger
- 31. Mai: Dino Zandegù, italienischer Radrennfahrer

### Juni

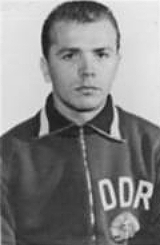
Klaus Urbanczyk

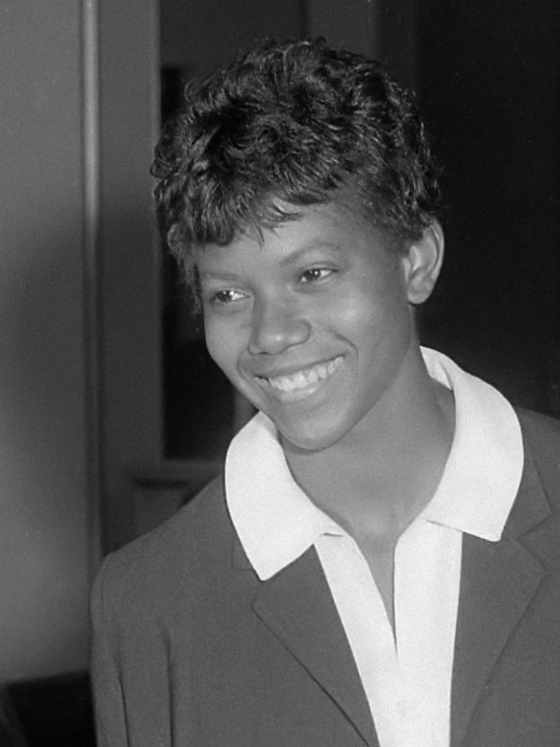
Wilma Rudolph

- 02. Juni: Gordon Harris, englischer Fußballspieler († 2014)
- 04. Juni: Klaus Urbanczyk, deutscher Fußballspieler (DDR)
- 06. Juni: Willie John McBride, irischer Rugbyspieler
- 07. Juni: Sergei Siwko, sowjetischer Boxer († 1966)
- 07. Juni: Luis Ubiña, uruguayischer Fußballspieler († 2013)
- 09. Juni: Inge Harst, deutsche Tischtennisspielerin
- 09. Juni: Rainer Waltert, deutscher Fußballschiedsrichter
- 10. Juni: Peter Ryan, kanadischer Automobilrennfahrer († 1962)
- 10. Juni: Annemarie Zimmermann, deutsche Kanutin
- 13. Juni: Dallas Long, US-amerikanischer Leichtathlet, Zahnarzt, Arzt
- 13. Juni: Wolfgang Schmelzer, deutscher Radrennfahrer (DDR)
- 15. Juni: Elter Akay, türkischer Kugelstoßer und Volleyballtrainer
- 17. Juni: Marcel Aubour, französischer Fußballspieler
- 17. Juni: Bobby Bell, US-amerikanischer American-Football-Spieler
- 17. Juni: Horst Franz, deutscher Fußballtrainer
- 22. Juni: Egon Henninger, DDR-Schwimmsportler († 2025)
- 23. Juni: Wilma Rudolph, afroamerikanische Leichtathletin und Ausnahmesportlerin († 1994)
- 23. Juni: William Wallace, schottischer Fußballspieler und -trainer
- 25. Juni: Thomas Köhler, deutscher Rennrodler (DDR)
- 25. Juni: Judy Pollock, australische Sprinterin und Mittelstreckenläuferin
- 26. Juni: Billy Cook, australischer Fußballspieler schottischer Herkunft († 2017)
- 26. Juni: Wjatscheslaw Ionow, sowjetisch-russischer Kanute und Olympiasieger 1964
- 28. Juni: Wayne Macdonnell, kanadischer Badmintonspieler
- 29. Juni: John Dawes, walisischer Rugbyspieler († 2021)

### Juli
- 01. Juli: Craig Brown, schottischer Fußballspieler und -trainer († 2023)
- 03. Juli: Mihai Adam, rumänischer Fußballspieler († 2015)
- 03. Juli: Mario Zanin, italienischer Radrennfahrer
- 04. Juli: Jürgen Heinsch, deutscher Fußballspieler und -trainer († 2022)
- 05. Juli: Theodor Hoffmann, deutscher Fußballspieler († 2011)
- 06. Juli: Wiktor Kuskin, russischer Eishockeyspieler († 2008)
- 07. Juli: Otto Hoppe, deutscher Fußballtorwart (DDR)
- 09. Juli: Jair da Costa, brasilianischer Fußballspieler († 2025) Jair da Costa

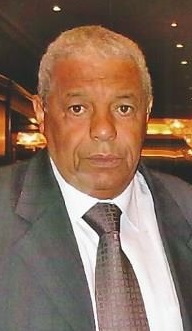
Jair da Costa

- 10. Juli: Stanislaw Batischtschew, sowjetischer Gewichtheber († 2011)
- 10. Juli: Rolf Herings, deutscher Fußballtrainer († 2017)
- 11. Juli: John Best, englischer Fußballspieler und -trainer († 2014)
- 11. Juli: Artur Hennings, deutscher Schachspieler in der DDR († 2003)
- 11. Juli: Gunnar Prokop, österreichischer Handballtrainer
- 14. Juli: Wolfgang Bartels, deutscher Skirennläufer († 2007)
- 14. Juli: Horst Hübbers, deutscher Eishockeyspieler
- 15. Juli: Chris Cord, US-amerikanischer Automobilrennfahrer
- 15. Juli: Juri Moissejew, russischer Eishockeyspieler und -trainer
- 19. Juli: Ansor Kawasaschwili, sowjetischer Fußballtorhüter und -trainer
- 20. Juli: Ignacio Bergara, uruguayischer Fußballspieler († 2004)
- 20. Juli: Klaus Lewandowski, deutscher Radsportler
- 21. Juli: Ortwin Czarnowski, deutscher Radrennfahrer
- 26. Juli: Jürgen Kurbjuhn, deutscher Fußballspieler († 2014)
- 26. Juli: Bobby Rousseau, kanadischer Eishockeyspieler
- 27. Juli: Eduard Guschtschin, sowjetisch-russischer Kugelstoßer († 2011)
- 27. Juli: Manfred Haas, deutscher Fußballfunktionär
- 28. Juli: Gianpaolo Ambrosi, italienischer Rennrodler
- 29. Juli: Wolfgang Grzyb, deutscher Fußballspieler († 2004)

### August
- 03. August: Lance Alworth, US-amerikanischer American-Football-Spieler
- 05. August: Christian Clemens, deutscher Schachspieler
- 05. August: Roman Gabriel, US-amerikanischer American-Football-Spieler († 2024)
- 07. August: Hans Eisele, deutscher Fußballspieler († 2002)
- 11. August: Lennie Pond, US-amerikanischer Automobilrennfahrer († 2016)
- 11. August: Günter Schröder, deutscher Fußballspieler
- 12. August: Alfred Zulkowski, deutscher Fußballtorwart († 1989)
- 13. August: Jean-Claude Andruet, französischer Rallyefahrer
- 14. August: Heinz Ostermann, deutscher Ringer und Ringkampftrainer
- 16. August: Aleksander Mandziara, polnischer Fußballspieler und -trainer († 2015)
- 16. August: Beverly Weigel, neuseeländische Weitspringerin und Sprinterin
- 18. August: Ewald Walch, österreichischer Rennrodler
- 20. August: Gary Collins, US-amerikanischer American-Football-Spieler
- 21. August: Dieter Kuhn, deutscher Fußballspieler
- 25. August: Norbert Grupe, deutscher Profiboxer und Schauspieler († 2004)
- 26. August: Wladimir Wassiljew, russischer Eishockeyspieler und -trainer († 2012)
- 27. August: Gennadi Krasnizki, sowjetischer Fußballspieler und -trainer († 1988)
- 27. August: Manfred Pohlschmidt, deutscher Fußballspieler
- 28. August: Roger Pingeon, französischer Radrennfahrer († 2017)
- 29. August: Rinnat Safin, sowjetischer Biathlet und Olympiasieger († 2014)

### September
- 01. September: Stanislaw Stepaschkin, sowjetisch-russischer Boxer und Olympiasieger 1964 († 2013)
- 04. September: Wilfried Kindermann, deutscher Leichtathlet
- 06. September: Jürgen Weidlandt, deutscher Fußballspieler († 1999)
- 08. September: Hans Wolf, US-amerikanischer Radrennfahrer
- 09. September: Lothar Ulsaß, deutscher Fußballspieler († 1999)
- 10. September: Dieter Lehmann, deutscher Fußballspieler
- 11. September: Klaus Gerwien, deutscher Fußballspieler
- 14. September: Larry Brown, US-amerikanischer Basketballtrainer
- 16. September: Jutta Heine, deutsche Leichtathletin
- 17. September: Peter Lever, englischer Cricketspieler († 2025)
- 19. September: Nicolae Bărbășescu, rumänischer Biathlet
- 20. September: Wjatscheslaw Drjagin, sowjetisch-russischer Nordischer Kombinierer († 2002)
- 20. September: Richard McDermott, US-amerikanischer Eisschnellläufer und Olympiasieger († 2023)
- 23. September: Gerhard Hennige, deutscher Leichtathlet
- 23. September: Hans Siemensmeyer, deutscher Fußballspieler
- 23. September: Dick Thornett, australischer Wasserball-, Rugby-League- und Rugby-Union-Spieler († 2011)
- 24. September: Wladimir Beljajew, sowjetischer Gewichtheber
- 24. September: Klaus Schwarze, deutscher Sportjournalist († 2024)
- 26. September: Günther Fuchs, deutscher Fußballspieler
- 26. September: Heinz Jacobsen, deutscher Handballfunktionär
- 27. September: Helmut Kropp, deutscher Fußballspieler
- 27. September: Rudolf Schmidt, deutscher Fußballspieler († 1966)
- 29. September: Ernst Kreuz, deutscher Fußballspieler
- 30. September: Harry Jerome, kanadischer Leichtathlet († 1982)
- 30. September: Horst Weigang, deutscher Fußballtorwart in der DDR-Oberliga († 2024)

### Oktober

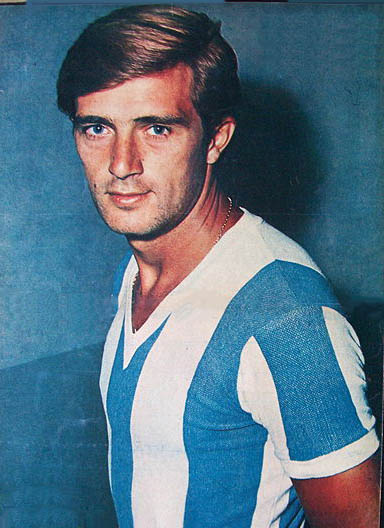
Silvio Marzolini

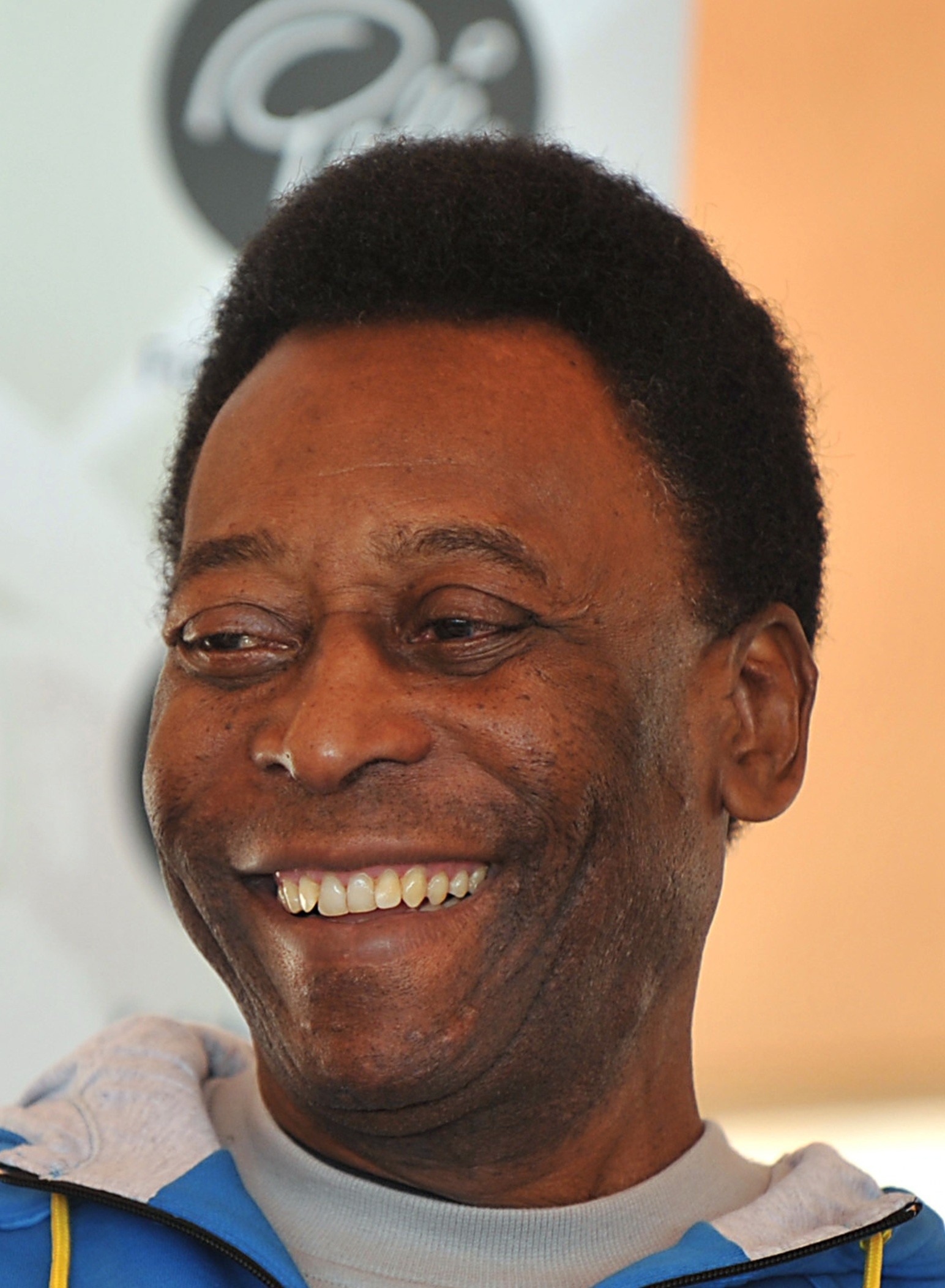
Pelé

- 01. Oktober: Steve O’Rourke, britischer Musikmanager, Rennstallbesitzer und Automobilrennfahrer († 2003)
- 02. Oktober: Gheorghe Gruia, rumänischer Handballspieler († 2015)
- 03. Oktober: Günther Schuh, deutscher Fußballspieler
- 04. Oktober: Barbara Henneberger, deutsche Skirennläuferin († 1964)
- 04. Oktober: Silvio Marzolini, argentinischer Fußballspieler († 2020)
- 04. Oktober: Wjatscheslaw Skomorochow, sowjetischer Hürdenläufer († 1992)
- 05. Oktober: Rein Aun, sowjetischer Leichtathlet († 1995)
- 05. Oktober: Bob Cowper, australischer Cricketspieler († 2025)
- 05. Oktober: Ragnar Hoen, norwegischer Schachspieler († 2019)
- 06. Oktober: Jan Keizer, niederländischer Fußballschiedsrichter († 2024)
- 06. Oktober: Alfred Lesser, deutscher Skispringer († 2022)
- 10. Oktober: Kiyoshi Tanabe, japanischer Boxer
- 11. Oktober: Reiner Frieske, deutscher Handballtorwart
- 12. Oktober: Anton Fischhaber, deutscher Automobilrennfahrer († 2022)
- 14. Oktober: Perrie Mans, südafrikanischer Snookerspieler († 2023)
- 15. Oktober: Edwin Skinner, Sprinter aus Trinidad und Tobago
- 15. Oktober: Wolodymyr Sterlyk, sowjetisch-ukrainischer Ruderer
- 16. Oktober: Dave DeBusschere, US-amerikanischer Basketballspieler († 2003)
- 20. Oktober: Manuel de Oliveira, portugiesischer Leichtathlet († 2017)
- 21. Oktober: Osamu Watanabe, japanischer Ringer († 2022)
- 21. Oktober: Roy Woods, US-amerikanischer Automobilrennfahrer und Rennstallbesitzer († 2004)
- 22. Oktober: Josef Jahn, deutscher Radsportler und nationaler Meister im Radsport
- 23. Oktober: Adolf Fehr, liechtensteinischer Skirennläufer († 2022)
- 23. Oktober: Edson Arantes do Nascimento, genannt Pelé, brasilianischer Fußballspieler († 2022)
- 23. Oktober: Joachim Walter, deutscher Fußballspieler in der DDR-Oberliga († 2021)
- 24. Oktober: Giacomo Bulgarelli, italienischer Fußballspieler, -funktionär und TV-Kommentator († 2009)
- 24. Oktober: Jean-Pierre Genet, französischer Radrennfahrer († 2005)
- 25. Oktober: Tserendordschiin Dagwadordsch, mongolischer Bogenschütze
- 25. Oktober: Bob Knight, US-amerikanischer Basketballtrainer († 2023)
- 27. Oktober: Wolfgang Winkler, deutscher Rennrodler († 2001)
- 27. Oktober: Jochen Wucherer, deutscher Basketballspieler († 2025)
- 28. Oktober: Karl Arnold, deutscher Gewichtheber († 2012)
- 28. Oktober: Ernst Röhrig, deutscher Fußballspieler († 2002)
- 31. Oktober: Yaşar Mumcuoğlu, türkischer Fußballspieler
- 31. Oktober: Wolfgang Schmidt, deutscher Fußballspieler (DDR)

### November

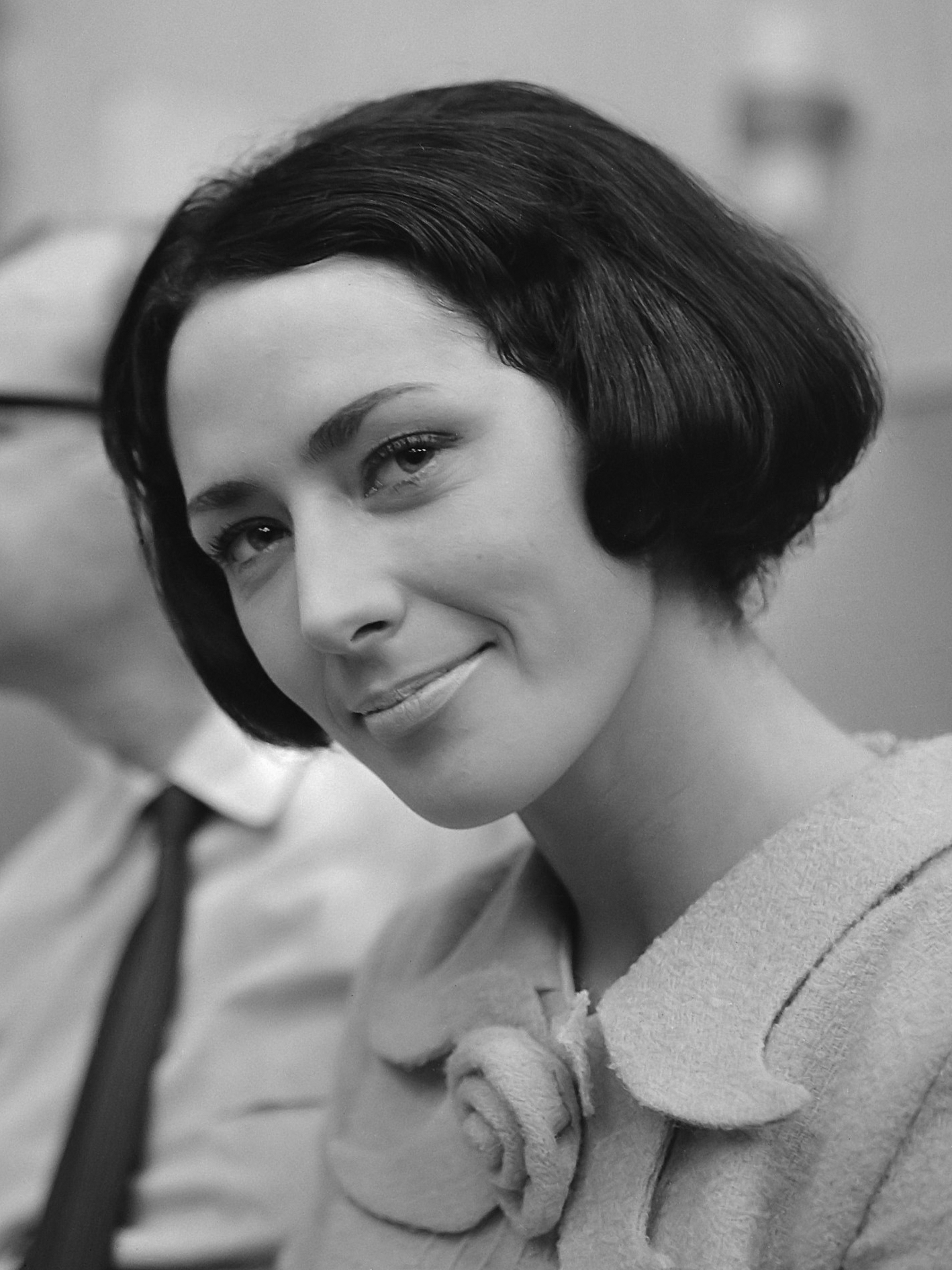
Joan Haanappel (* 13. November)

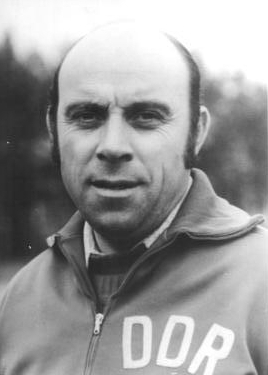
Klaus Ampler (* 15. November)

- 04. November: Václav Halama, tschechoslowakischer Fußballspieler und -trainer († 2017)
- 06. November: Gary Belcher, US-amerikanischer Autorennfahrer († 2018)
- 06. November: Severo Hernández, kolumbianischer Radrennfahrer († 2022)
- 08. November: Hansruedi Müller, Schweizer Bobpilot
- 10. November: Hans Böttcher, deutscher Fußballspieler (DDR)
- 10. November: Ljudmila Murawjowa, sowjetisch-russische Diskuswerferin
- 13. November: Joan Haanappel, niederländische Eiskunstläuferin († 2024)
- 14. November: Waltraud Nowarra, deutsche Schachspielerin in der DDR († 2007)
- 15. November: Klaus Ampler, deutscher Radrennfahrer († 2016)
- 15. November: Wolfgang Zimmerer, deutscher Bobfahrer und Olympiasieger 1972
- 17. November: Jelena Petuschkowa, russische Dressurreiterin und Olympiasiegerin 1972 († 2007)
- 19. November: Cornel Oțelea, rumänischer Handballspieler, Trainer und Sportfunktionär
- 20. November: Fritz Popp, deutscher Fußballspieler
- 21. November: Manfred Matyschik, deutscher Fußballspieler in der DDR-Oberliga
- 22. November: Alberto Fouillioux, chilenischer Fußballspieler († 2018)
- 23. November: Gösta Pettersson, schwedischer Radrennfahrer
- 25. November: Jan Jongbloed, niederländischer Fußballspieler († 2023)
- 27. November: Ernie Wakely, kanadischer Eishockeytorwart
- 29. November: Maurice Frilot, US-amerikanischer Boxer († 2021)
- 30. November: Peter Gamper, deutscher Leichtathlet

### Dezember

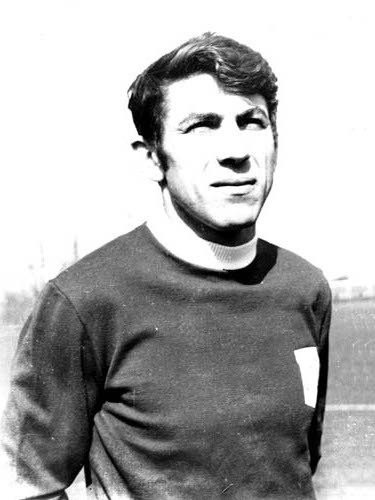
Nicolae Lupescu

- 02. Dezember: Willie Brown, US-amerikanischer American-Football-Spieler († 2019)
- 04. Dezember: Gerd Achterberg, deutscher Fußballspieler und -trainer († 2025)
- 04. Dezember: Jan Karlsson, schwedischer Fußballspieler († 2019)
- 06. Dezember: Jürgen Wähling, deutscher Fußballspieler und -trainer
- 07. Dezember: Heinfried Birlenbach, deutscher Leichtathlet († 2020)
- 07. Dezember: Wolfgang Schulze, deutscher Radrennfahrer
- 08. Dezember: Adolf Antrich, österreichischer Fußballtorhüter († 2024)
- 17. Dezember: Nicolae Lupescu, rumänischer Fußballspieler und -trainer († 2017)
- 18. Dezember: Ilario Castagner, italienischer Fußballspieler und -trainer († 2022)
- 18. Dezember: John Cooper, britischer Hürdenläufer († 1974)
- 18. Dezember: Gerd Schneider, deutscher Fußballspieler († 1983)
- 22. Dezember: Eberhard Schöler, deutscher Tischtennisspieler
- 24. Dezember: Erich Maas, deutscher Fußballspieler
- 25. Dezember: Henner Misersky, deutscher Leistungssportler und Skilanglauftrainer († 2023)
- 26. Dezember: Wladimir Rubaschwili, sowjetischer Ringer († 1964)
- 27. Dezember: Manfred Becker, deutscher Fußballspieler
- 29. Dezember: Nestor Combin, französischer Fußballspieler
- 29. Dezember: Fred Hansen, US-amerikanischer Leichtathlet dänischer Herkunft
- 31. Dezember: José de Anchieta Fontana, brasilianischer Fußballspieler († 1980)

### Genaues Geburtsdatum unbekannt
- Takeshi Miyanaga, japanischer Badmintonspieler
- Klaus Schenkel, deutscher Fechter (DDR) und Fechttrainer
- Jürgen Schüttler, deutscher Leichtathlet

## Gestorben

### Januar
- 02. Januar: István Énekes, ungarischer Boxer (* 1911)
- 02. Januar: Albert Richter, deutscher Radrennfahrer (* 1912)
- 02. Januar: Birger Wasenius, finnischer Eisschnellläufer (* 1911)
- 04. Januar: Birger Johansson, finnischer Kanute (* 1910)

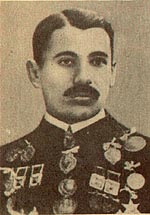
Nikolai Strunnikow

- 12. Januar: Nikolai Strunnikow, russischer Eisschnellläufer (* 1886)
- 13. Januar: William Wood, kanadischer Marathonläufer (* 1881)
- 16. Januar: Norman Bingley, britischer Segler (* 1863)
- 20. Januar: Nemo Agodi, italienischer Turner (* 1888)
- 20. Januar: Albin Lermusiaux, französischer Leichtathlet und Sportschütze (* 1874)
- 21. Januar: George Hall-Say, britischer Eiskunstläufer (* 1864)
- 24. Januar: Alfred Schneidau, britischer Cricketspieler (* 1867)
- 29. Januar: Nedo Nadi, italienischer Fechter (* 1894)

### Februar
- 02. Februar: Ernst Günther Burggaller, deutscher Motorradrennfahrer (* 1896)
- 03. Februar: David Hammond, US-amerikanischer Schwimmer und Wasserballspieler (* 1881)
- 11. Februar: Charles Gorman, kanadischer Eisschnellläufer (* 1897)
- 11. Februar: Gunnar Höckert, finnischer Leichtathlet (* 1910)
- 12. Februar: Selwyn Edge, britischer Automobilrennfahrer (* 1868)
- 12. Februar: Philip Tomalin, britischer Cricket- und Fußballspieler (* 1856)
- 19. Februar: Olli Huttunen, finnischer Skisportler (* 1915)
- 25. Februar: George Clowes, britischer Motorbootfahrer (* 1879)

### März
- 01. März: Martti Marttelin, finnischer Leichtathlet (* 1897)
- 09. März: Martti Uosikkinen, finnischer Turner (* 1909)
- 12. März: Romualdo Ghiglione, italienischer Turner (* 1891)
- 21. März: Felice Nazzaro, italienischer Automobilrennfahrer (* 1881)
- 26. März: Spyridon Louis, griechischer Langstreckenläufer (* 1873)
- 31. März: Maurice Blood, britischer Sportschütze (* 1870)

### April
- 02. April: John Nicholson, US-amerikanischer Hürdenläufer und Hochspringer (* 1889)
- 03. April: Aleksander Kowalski, polnischer Eishockeyspieler (* 1902)
- 04. April: Gustav Goßler, deutscher Ruderer (* 1879)
- 05. April: Jay O’Brien, US-amerikanischer Bobfahrer (* 1883)
- 08. April: William Styles, britischer Sportschütze (* 1874)
- 14. April: Lewis Moist, britischer Schwimmer (* 1881)
- 16. April: Marian Spoida, polnischer Fußballspieler und -trainer (* 1901)

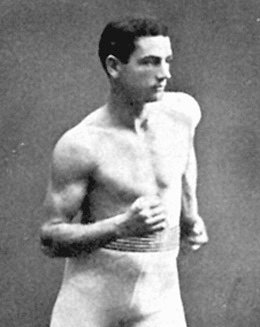
Charles McCoy

- 18. April: Charles McCoy, US-amerikanischer Boxer (* 1872)
- 28. April: Fernand Fauconnier, französischer Turner (* 1890)
- 28. April: Ole Lilloe-Olsen, norwegischer Sportschütze (* 1881)

### Mai
- 05. Mai: Edgar Adams, US-amerikanischer Schwimmer und Wasserspringer (* 1868)
- 05. Mai: Willi Schlage, deutscher Schachspieler (* 1888)
- 14. Mai: Willi Pesch, deutscher Fußballspieler (* 1907)
- 14. Mai: Józef Stogowski, polnischer Eishockeytorhüter (* 1899)
- 18. Mai: Julien Buge, französischer Fußballspieler (* 1913)
- 19. Mai: Jules Noël, französischer Leichtathlet (* 1903)
- 21. Mai: Ervin Mészáros, ungarischer Fechter (* 1877)
- 23. Mai: Piero Toscani, italienischer Boxer (* 1904)
- 26. Mai: Silvio Vailati, italienischer Motorradrennfahrer (* 1909)

### Juni
- 05. Juni: Arthur Southern, britischer Turner (* 1883)
- 08. Juni: Robert Sennecke, deutscher Marathonläufer (* 1885)
- 09. Juni: Günther Gehmert, deutscher Leichtathlet (* 1913)
- 09. Juni: Otto Kaundinya, deutscher Handballspieler und -trainer (* 1900)
- 09. Juni: Fernand Mermoud, französischer Skilangläufer (* 1913)
- 10. Juni: Wally Dressel, deutsche Schwimmerin (* 1893)
- 15. Juni: Lancelot Stafford, britischer Leichtathlet (* 1887)
- 18. Juni: Charles Delporte, französischer Ringer (* 1914)
- 19. Juni: Pete Henderson, kanadischer Automobilrennfahrer (* 1895)
- 19. Juni: Attilio Marinoni, italienischer Automobilrennfahrer (* 1892)
- 21. Juni: Janusz Kusociński, polnischer Leichtathlet (* 1907)
- 21. Juni: Tomasz Stankiewicz, polnischer Radsportler und Opfer des Nationalsozialismus (* 1902)
- 27. Juni: Frederick Merriman, britischer Tauzieher (* 1873)
- 28. Juni: Ferdinando Minoia, italienischer Automobilrennfahrer (* 1884)

### Juli
- 04. Juli: James Baxter, britischer Segler (* 1870)
- 04. Juli: William Robinson, britischer Schwimmer (* 1870)
- 14. Juli: William Maxwell, schottischer Fußballspieler und -trainer (* 1876)
- 16. Juli: Harry Reynolds, irischer Bahnradsportler (* 1874)
- 22. Juli: Albert Young, US-amerikanischer Boxer (* 1877)
- 28. Juli: Gyula Kellner, ungarischer Langstreckenläufer (* 1871)
- 31. Juli: Harry Wahl, finnischer Segler (* 1869)

### August
- 12. August: Ulrich Bigalke, deutscher Ingenieur, Automobilrennfahrer, Filmemacher und Jagdflieger (* 1910)
- 17. August: Billy Fiske, US-amerikanischer Bobfahrer (* 1911)
- 17. August: Camillo Mussi, italienischer Eishockeyspieler (* 1911)
- 24. August: Erik Eriksson, schwedischer Schwimmer (* 1879)
- 26. August: Ugo Ceccarelli, italienischer Moderner Fünfkämpfer (* 1911)
- 27. August: Sten-Olof Bolldén, schwedischer Schwimmer (* 1914)

### September
- 02. September: Felix Scheder-Bieschin, deutscher Regattasegler (* 1899)
- 04. September: Alfred Kienzle, deutscher Wasserballspieler (* 1913)
- 06. September: Karl Thiele, deutscher Tischlermeister und Wassersportler (* 1867)
- 11. September: Arthur Carnell, britischer Sportschütze (* 1862)
- 14. September: Georgia Coleman, US-amerikanische Wasserspringerin (* 1912)
- 17. September: Paul Lecaron, französischer Tennisspieler (* 1863)
- 17. September: Albert Weber, deutscher Fußballtorwart (* 1888)
- 21. September: Francis Honeycutt, US-amerikanischer Florettfechter (* 1883)
- 23. September: Marcel Van Crombrugge, belgischer Ruderer (* 1880)
- 30. September: James Connolly, US-amerikanischer Mittel- und Langstreckenläufer (* 1900)

### Oktober

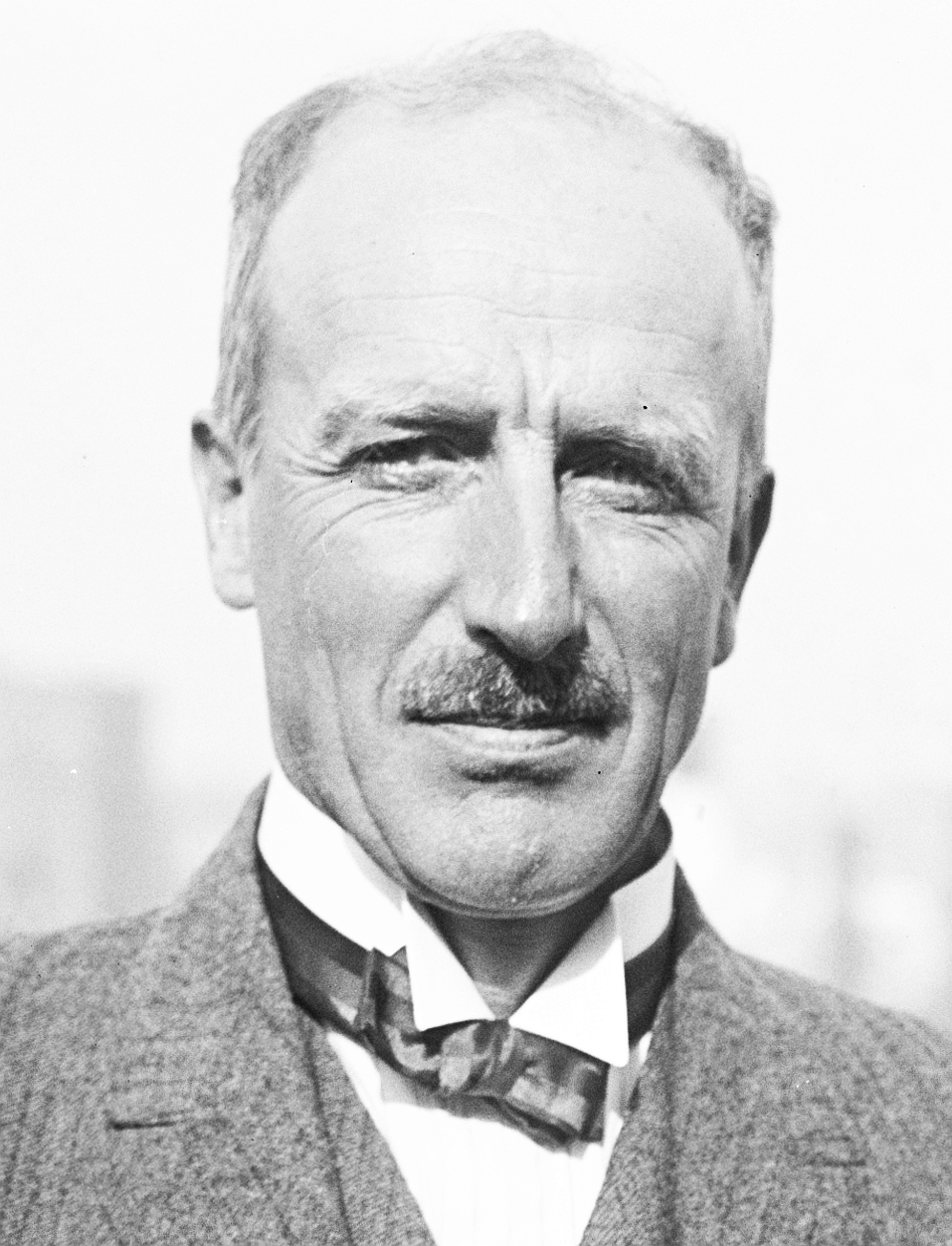
Johan Anker

- 02. Oktober: Johan Anker, norwegischer Segler, Olympiasieger, Yachtkonstrukteur und Werftbesitzer (* 1871)
- 07. Oktober: Tim Rose-Richards, britischer Automobilrennfahrer und Marineflieger (* 1902)
- 08. Oktober: Walter Rusk, britischer Motorradrennfahrer (* 1910)
- 11. Oktober: Walter Cecil Crawley, britischer Tennisspieler (* 1880)
- 12. Oktober: Luis Fontés, britischer Automobilrennfahrer und Flieger (* 1912)
- 13. Oktober: Friedrich Wilhelm Nohe, Vorsitzender des Deutschen Fußball-Bundes (* 1864)
- 15. Oktober: Hans Luber, deutscher Wasserspringer (* 1893)
- 19. Oktober: Umberto Caligaris, italienischer Fußballspieler und -trainer (* 1901)
- 24. Oktober: Maurice Henrijean, belgischer Leichtathlet (* 1903)

### November
- 10. November: Michael Staksrud, norwegischer Eisschnellläufer (* 1908)
- 24. November: Janne Lundblad, schwedischer Dressurreiter (* 1877)
- 28. November: Harald Sandberg, schwedischer Segler (* 1883)
- 29. November: Hans Bernhardt, deutscher Bahnradsportler (* 1906)
- 29. November: Howard McPhee, kanadischer Leichtathlet (* 1916)

### Dezember
- 07. Dezember: Arthur Ahnger, finnischer Segler (* 1886)
- 07. Dezember: Jack Lambert, englischer Fußballspieler (* 1902)
- 16. Dezember: Juan Carreño, mexikanischer Fußballspieler (* 1909)
- 18. Dezember: Gé Bohlander, niederländischer Wasserballspieler (* 1895)
- 19. Dezember: Tsubokawa Takemitsu, japanischer Skisportler (* 1909)
- 23. Dezember: Otto Silber, estnischer Fußballspieler, -schiedsrichter und -funktionär (* 1893)
- 27. Dezember: Arthur Sweeney, britischer Leichtathlet (* 1909)

### Datum unbekannt
- Wojciech Bursa, polnischer Sportschütze (* 1895)
- Edmund Czaplicki, polnischer Eishockeytorhüter und Ruderer (* 1904)
- Bernhard Graubart, österreichischer Fußballspieler (* 1888)
- Zdzisław Kawecki, polnischer Vielseitigkeitsreiter (* 1902)
- Kazimierz Krzemiński, polnischer Radrennfahrer (* 1902)